# Abierto Mexicano Los Cabos Open 2021
L'Abierto Mexicano Los Cabos Open 2021, anche conosciuto come Abierto Mexicano de Tenis Mifel presentado por Cinemex per motivi di sponsorizzazione, è stato un torneo di tennis giocato sul Cemento. È stata la quinta edizione del torneo che fa parte della categoria ATP Tour 250 nell'ambito dell'ATP Tour 2021. Il torneo si è giocato alla Delmar International School di Cabo del Mar in Messico dal 19 luglio al 25 luglio 2021.

## Partecipanti

### Teste di serie
| Nazionalita | Giocatore          | Ranking* | Testa di serie |
| ----------- | ------------------ | -------- | -------------- |
| Regno Unito | Cameron Norrie     | 32       | 1              |
| Stati Uniti | John Isner         | 34       | 2              |
| Stati Uniti | Taylor Fritz       | 40       | 3              |
| Stati Uniti | Sam Querrey        | 68       | 4              |
| Australia   | Jordan Thompson    | 71       | 5              |
| Stati Uniti | Steve Johnson      | 83       | 6              |
| Italia      | Andreas Seppi      | 87       | 7              |
| Stati Uniti | Mackenzie McDonald | 103      | 8              |

* Ranking al 12 luglio 2021.

### Altri partecipanti
I seguenti giocatori hanno ricevuto una wild card per il tabellone principale:
- Ivo Karlović
- Gerardo López Villaseñor
- Thanasi Kokkinakis

I seguenti giocatori sono entrati nel tabellone principale grazie al ranking protetto:
- Sebastian Ofner

I seguenti giocatori sono entrati nel tabellone principale passando dalle qualificazioni:

- Matthew Ebden
- Ernesto Escobedo
- Nicolás Mejía
- Alexander Sarkissian

## Partecipanti al doppio

### Teste di serie
| Nazione     | Giocatore       | Nazione     | Giocatore            | Ranking* | Testa di serie |
| ----------- | --------------- | ----------- | -------------------- | -------- | -------------- |
| Regno Unito | Luke Bambridge  | Regno Unito | Ken Skupski          | 125      | 1              |
| Israele     | Jonathan Erlich | Messico     | Santiago González    | 126      | 2              |
| India       | Divij Sharan    | Pakistan    | Aisam-ul-Haq Qureshi | 135      | 3              |
| Australia   | Matthew Ebden   | Australia   | John-Patrick Smith   | 145      | 4              |

* Ranking aggiornato al 14 luglio 2021.

### Altri partecipanti
Le seguenti coppie hanno ricevuto una wildcard per il tabellone principale:

## Punti e montepremi
| Torneo    | Torneo              | V       | F      | SF     | QF     | 2T     | 1T    | Q  | Q2    | Q1    |
| Singolare | Punti               | 250     | 150    | 90     | 45     | 20     | 0     | 12 | 6     | 0     |
| Singolare | Premi in denaro ($) | 131 430 | 71 065 | 39 250 | 22 305 | 12 825 | 7 680 | 0  | 3 715 | 1 860 |
| Doppio    | Punti               | 250     | 150    | 90     | 45     | –      | 0     | –  | –     | –     |
| Doppio    | Premi in denaro ($) | 43 120  | 22 100 | 11 970 | 6 860  | –      | 4 010 | –  | –     | –     |

## Campioni

### Singolare
Cameron Norrie ha sconfitto  Brandon Nakashima con il punteggio di 6-2, 6-2.
- È il primo titolo in carriera per Norrie.

### Doppio
Hans Hach Verdugo/ John Isner hanno sconfitto in finale  Hunter Reese/ Sem Verbeek con il punteggio di 5-7, 6-2, [10-4].